# 侵染
侵染（infestation）是被有害生物或寄生虫侵袭或肆虐的状态，也可指生活在宿主体内或体表的实体生物。
一般而言，“侵染”一词特指由动物引起的人兽寄生虫病，这些动物如：节肢动物（即螨、蜱和虱）和蠕虫等；侵染并不包括由原虫、真菌、细菌和病毒引起的疾病，这些病原的侵犯称为感染（infection）。